# Caloplaca alaskensis
Caloplaca alaskensis är en lavart som beskrevs av Wetmore. Caloplaca alaskensis ingår i släktet orangelavar, och familjen Teloschistaceae. Enligt den finländska rödlistan är arten otillräckligt studerad i Finland. Arten är reproducerande i Sverige. Artens livsmiljö är kalkstensklippor och kalkbrott, inklusive bar kalkjord.